# Переносний зенітно-ракетний комплекс

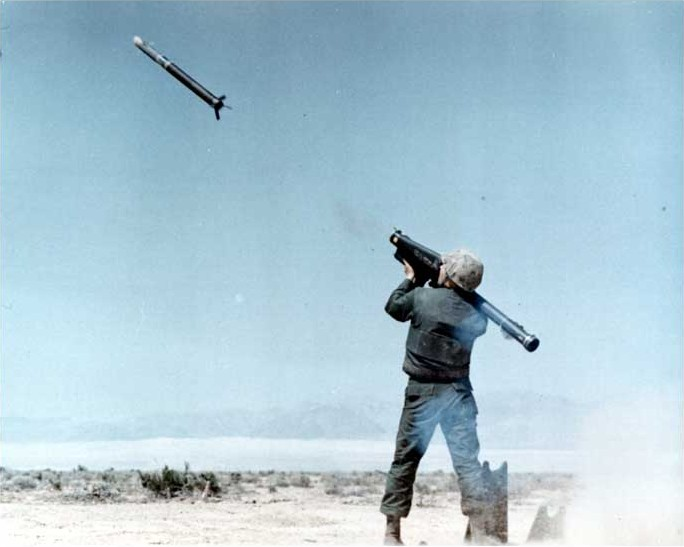
Американський переносний зенітно-ракетний комплекс FIM-43 Redeye

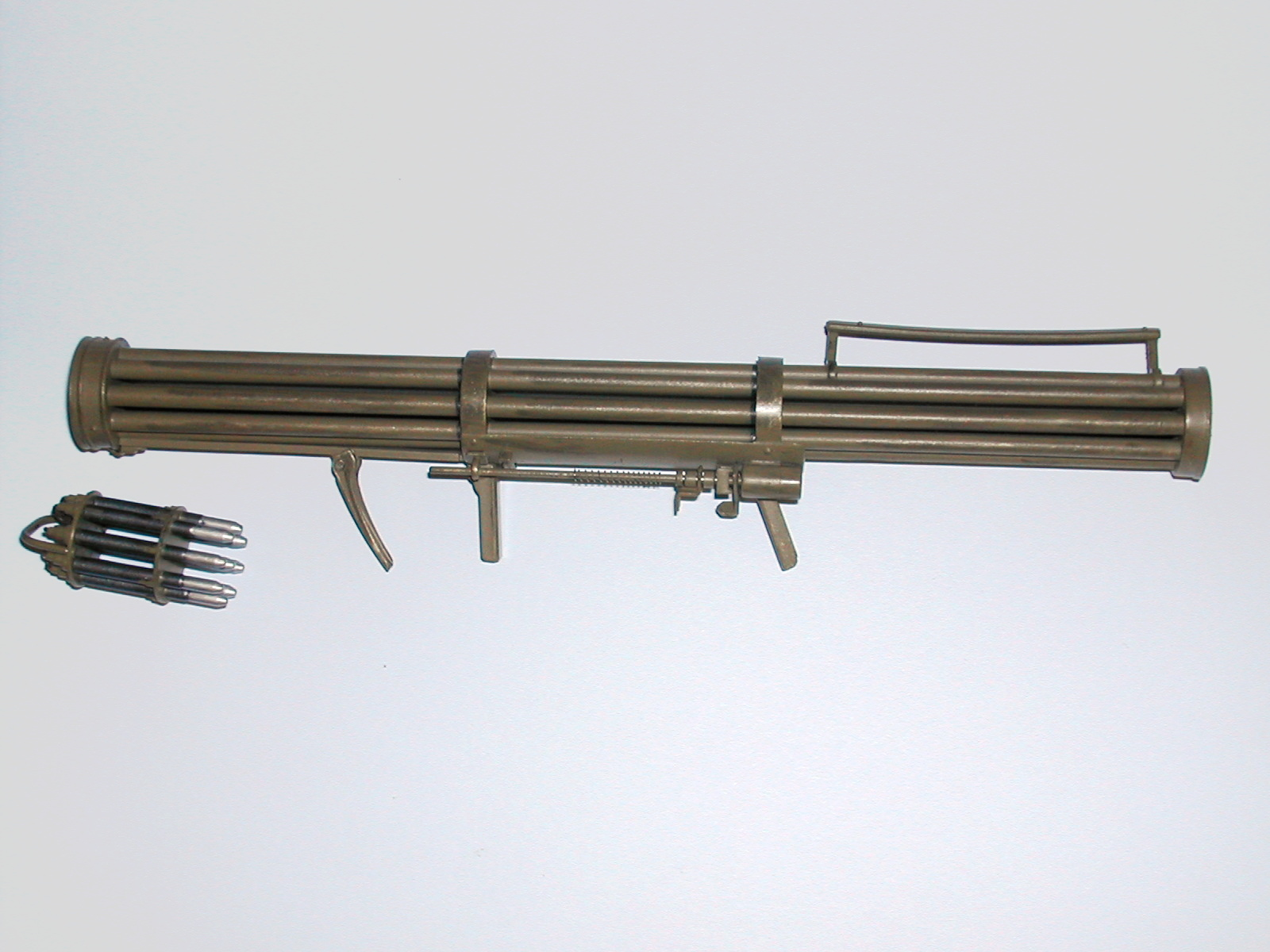
Один з перших ПЗРК: зенітний гранатомет часів Третього Рейху Fliegerfaust

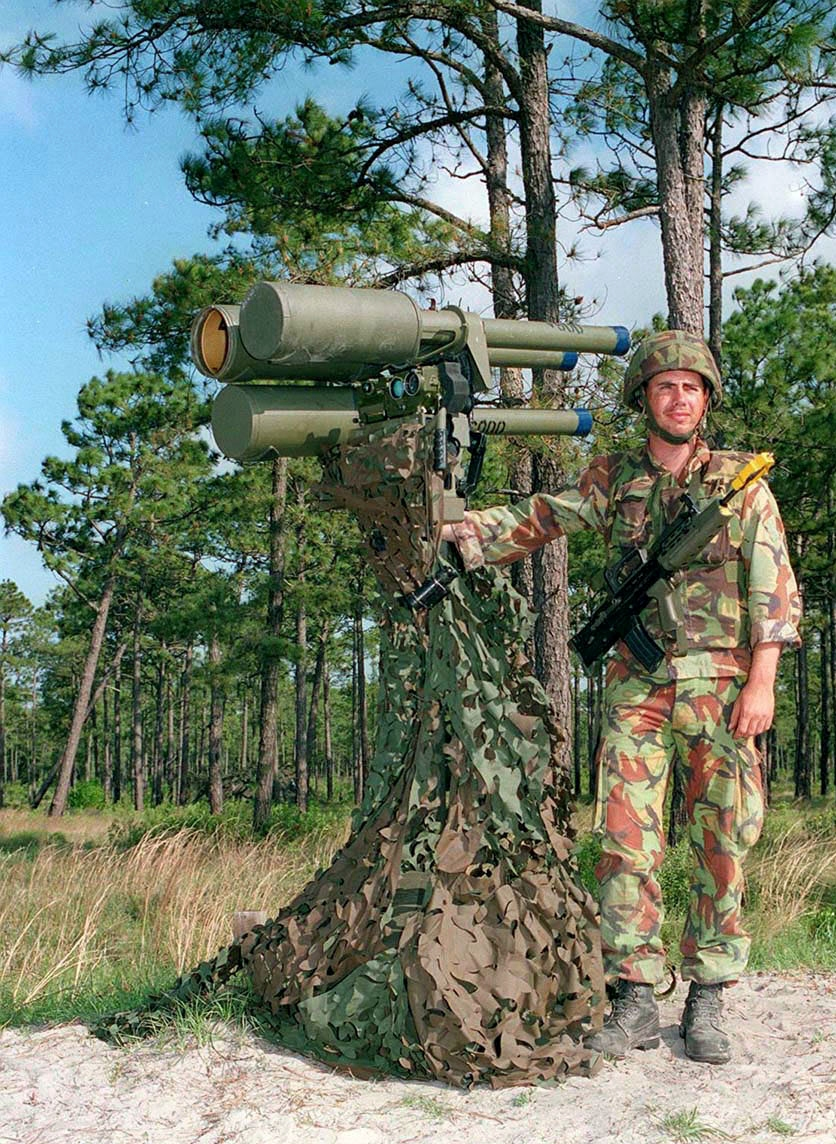
Обслуга переносного зенітного ракетного комплексу «Джавелін». Велика Британія

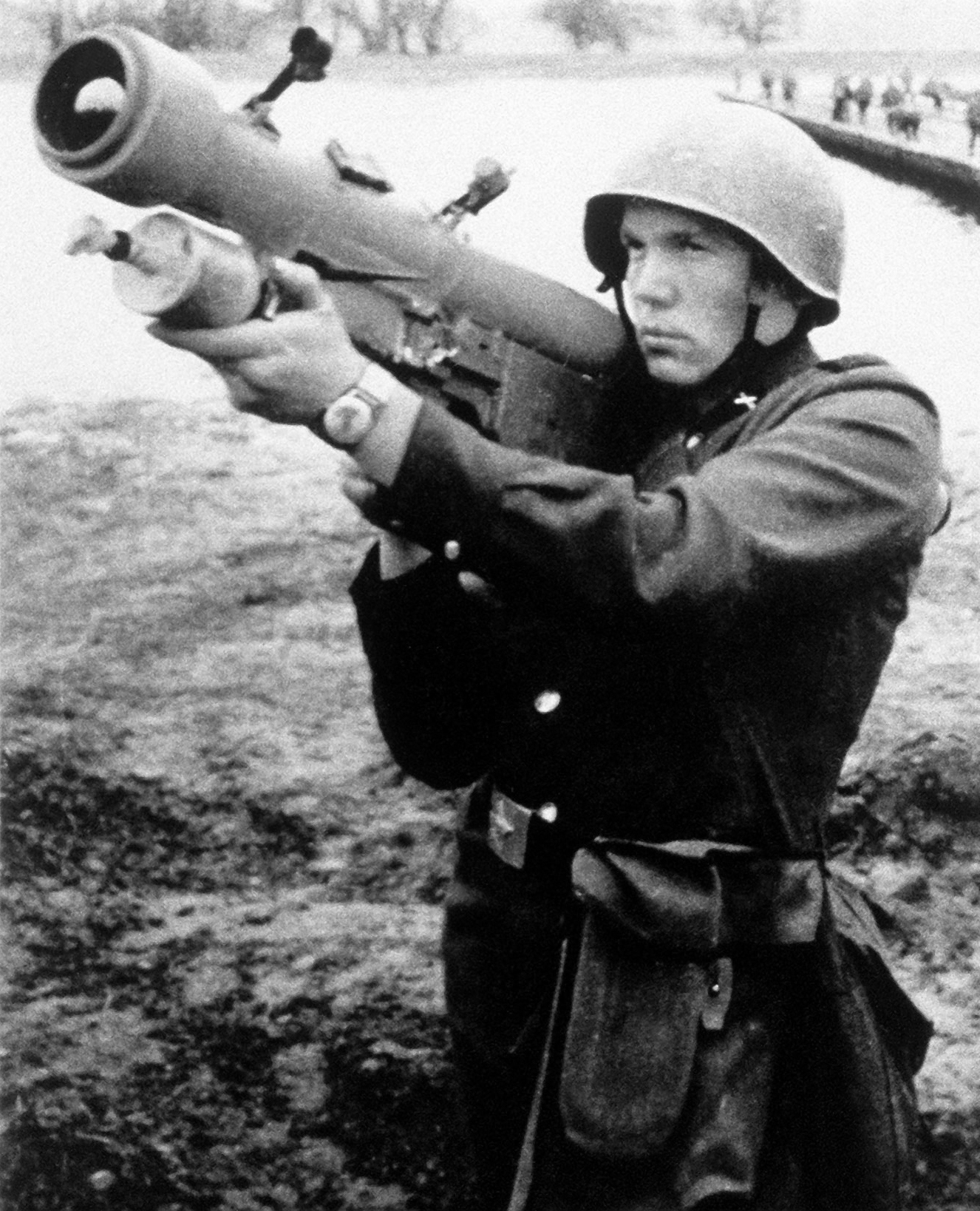
ПЗРК Стріла-2. СРСР

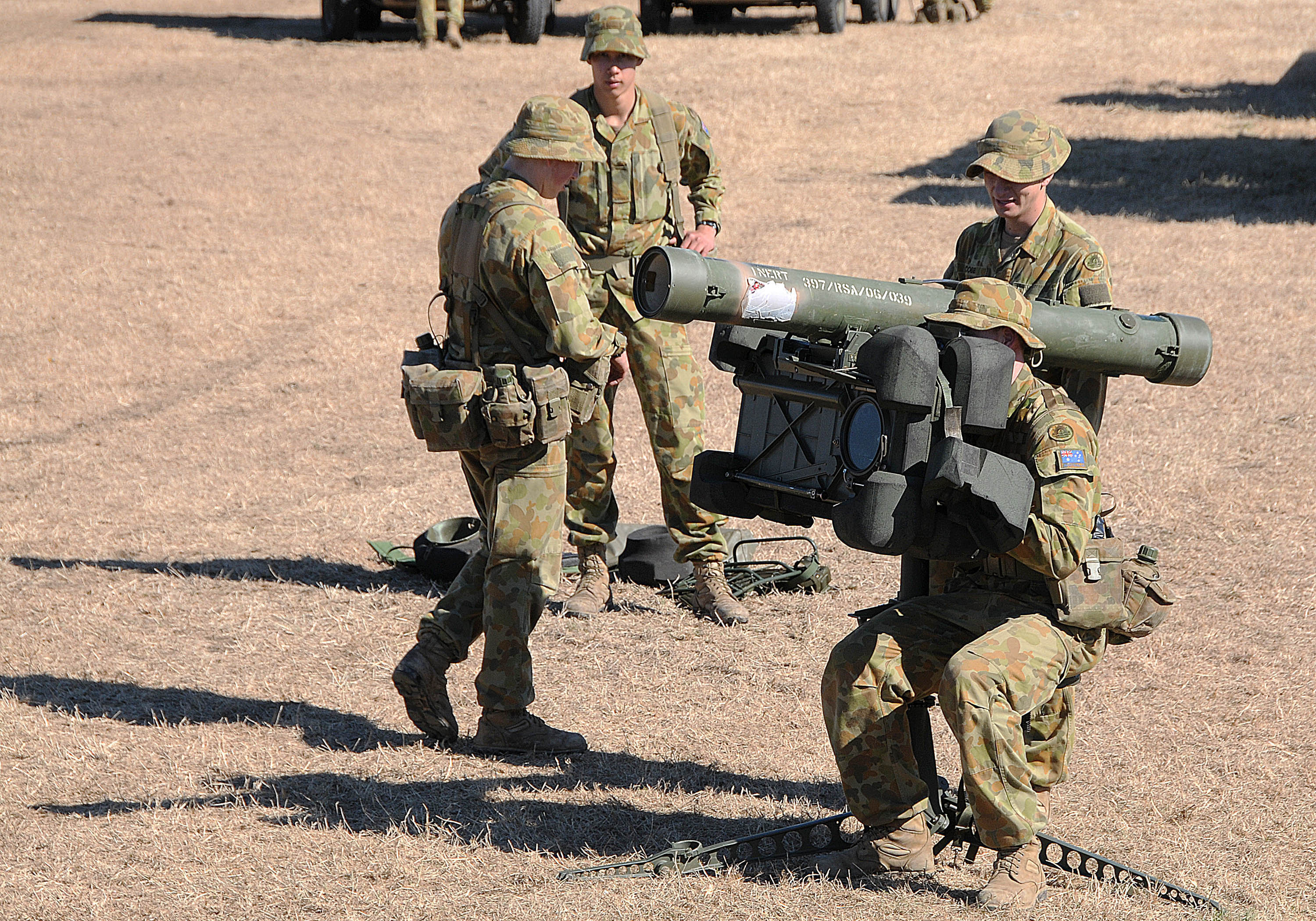
Шведський ПЗРК RBS 70 на озброєнні австралійських військ протиповітряної оборони

Переносний зенітно-ракетний комплекс (ПЗРК) — зенітно-ракетний комплекс, що може переноситись та застосовуватись одним або кількома військовослужбовцями. Такі комплекси призначені для ураження вертольотів і літаків противника, що летять низько, а також БПЛА та крилатих ракет.
В основу побудови зенітної ракети ПЗРК може бути покладена теплова система самонаведення («Стінгер», «Стріла-2», «Ігла»), ручне керування («Блоупайп»), лазерне наведення (RBS-70) абощо.

## Історія
Перші спроби розробити переносні протиавіаційні ракетні установки були здійснені німцями ще наприкінці Другої світової війни, таким дослідним комплексом стала німецька пускова установка Fliegerfaust. Установка становила зблоковані разом дев'ять 20-мм стволів довжиною 1,25 метра, у яких було розміщено осколково-запалювальні ракети.
Стрільба здійснювалася з плеча. При натисканні на спусковий механізм запускалися спочатку 5 ракет, а через 0,1 секунди — ще 4. Ракети йшли до цілі двома ешелонами, не збиваючи одна одну з курсу струменями вихлопних газів. Діаметр розсіювання ракет становив близько 40 метрів. «Fliegerfaust» планувалося випускати з березня 1945 року, але налагодити його виробництво в умовах краху Третього Рейху вже не уявлялося можливим.
Першим ПЗРК, який застосовував керовану ракету став американський FIM-43 Redeye, прийнятий на озброєння армії США у 1965 році. Цей комплекс став родоначальником цілого класу ПЗРК, які мають систему наведення за допомогою інфрачервоної головки самонаведення (ІЧ ГСН), яка відстежує ціль по тепловому контрасту двигуна.
При використанні таких ПЗРК оператор за допомогою оптичного прицілу пускової установки виявляє, а потім супроводжує повітряну ціль доти, поки вона не буде захоплена головкою самонаведення (ГСН) зенітної керованої ракети (ЗКР). Як тільки інфрачервоне випромінювання цілі починає сприйматися приймачем головки самонаведення ЗКР, спрацьовують візуальний і звуковий індикатори, які повідомляють про фіксацію та захоплення цілі ІЧ ГСН.
Оператор, продовжуючи стежити за ціллю, визначає момент її входу в зону ураження й здійснює пуск ракети. Політ ракети, переслідування й ураження цілі відбувається в автоматичному режимі без участі оператора. На теперішній час більшість ПЗРК використовують саме таку систему наведення (сімейство радянських ПЗРК «Стрела» та «Ігла», американський FIM-92 «Стінгер», французький «Mistral».
Разом з ними існують і ПЗРК які мають напівавтоматичну систему наведення. Завдання оператора такого комплексу полягає у супроводженні повітряної цілі за допомогою оптичного прицілу, у той час як супровід ракети, вимір її відхилення від лінії візування, а також вироблення команд на борт ракети здійснюється автоматично. При цьому оператор протягом деякого, нехай нетривалого часу повинен сконцентрувати всю свою увагу тільки на одній цілі. Такими є британські ПЗРК «Javelin» та «Starstreak», шведський RBS-70.
Кожна з вище перелічених систем наведення має як свої переваги, так і недоліки. Система наведення за допомогою ГСН не вимагає участі оператора в процесі керування польотом ракети після пуску, реалізується принцип «вистрілив і забув» — робота оператора зводиться до прицілювання комплексу до захоплення цілі ГСН і здійснення пуску. Це дозволяє оператору швидше здійснювати обстріл нової цілі та міняти позицію у випадку нагальної необхідності. Простота експлуатації істотно полегшує підготовку особового складу.
Разом з тим таким ПЗРК притаманні наступні недоліки: через те що основний тепловий контраст літака спостерігається у зоні двигуна, стрільба з ПЗРК здійснюється навздогін. Ефективність ГСН знижується внаслідок застосування «теплових пасток». Теплова пастка являє собою піропатрон, вистрілюваний за сигналом системи попередження про наближення ракети, який після вильоту з літака впродовж деякого часу дає яскраву вогняну кулю дуже високої температури. Через більшу теплоконтрастність піропатрона в порівнянні з соплом двигуна літака ГСН перенацілюється і ракета, минаючи літак уражає хибну ціль.
Теплові пастки особливо ефективні проти ПЗРК першого покоління, які застосовують моноспектральні головки самонаведення, які працюють у діапазоні довжин хвиль 1-2 мкм. Також ефективність ІЧ ГСН знижується при наявності природних перешкод, таких як купчасті хмари, освітлені сонцем. При кутах між віссю ГСН і напрямком на сонце менш 20° наведення ракети на ціль практично не забезпечується.
У середині 80-х років ХХ століття з'явилися ПЗРК другого покоління, які мають ряд суттєвих удосконалень. Задля ураження цілей на зустрічних курсах та стійкості до перешкод та хибних цілей у ЗКР вдосконалені ІЧ ГСН: головка самонаведення працює у діапазоні 4-4,8 мкм, застосовуються системи глибокого охолодження ГСН, що багатократно збільшує їх чутливість. Таким чином окрім сопла двигуна літака ракета реагувала й на інші ділянки теплового випромінення, такі як елементи силової установки у передній напівсфері, елементи конструкції, які зазнають аеродинамічного нагріву, поверхні осяяні сонячним світлом.
Суттєвим проривом стало застосування біспектральних головок самонаведення, які мають одночасно датчики інфрачервоного та ультрафіолетового діапазону. Такі ГСН одночасно відстежують ціль по тепловому контрасту та по перекриттю ціллю ультрафіолетового фону, водночас не реагуючи на сторонні, більш інтенсивні джерела тепла. Паралельно вдосконалюється обчислювальна апаратура ПЗРК, яка дозволяє відповідним чином налаштувати ракету відповідно до бойової обстановки.
ПЗРК з напівавтоматичною системою наведення на відміну від ПЗРК з ГСН можуть здійснювати пуск зенітної керованої ракети як навздогін, так і назустріч цілі. При командному наведенні полегшується селекція цілі в умовах перешкод і над самим обрієм, з'являється можливість вести вогонь і по наземних цілях. Ракети таких ПЗРК мають дуже високу швидкість (ракета ПЗРК «Starstreak» розганяється до швидкості 4000 км/год).
Але, стрільба з ПЗРК з напівавтоматичною системою наведення вимагає тривалої підготовки операторів, які спроможні будуть у складній бойовій обстановці відстежувати високошвидкісні цілі. Зосередження лише на одній цілі погіршує у порівнянні з ПЗРК з ІЧ ГСН швидкість обстрілу цілей.
При польоті літака на надзвуковій швидкості практично неможливо розгледіти силует та відзнаки державної приналежності. Тому ще однією характерною рисою всіх ПЗРК стало їхнє оснащення системами «свій-чужий», які повідомляють стрільця про державну приналежність літака та запобігають пуску по своїм.
У більшості ПЗРК передбачений пуск із плеча, що скорочує час розгортання комплексу, дозволяє робити пуски з підготовлених і непідготовлених позицій, з бойових і транспортних машин будь-яких типів. Також є ПЗРК, стрільба якими здійснюється з легкого станка.
У зв'язку з подальшим зростом броньової захищеності цілей проводяться роботи по вдосконаленню боєголовок зенітних керованих ракет. Зокрема зенітні керовані ракети оснащуються бойовими частинами універсальної дії (осколково-фугасно-кумулятивної дії), які дозволяють або знищувати повітряні цілі, або завдавати їм таких тяжких ушкоджень, які не дозволять виконувати бойове завдання.
Ракети оснащуються одночасно контактними і неконтактними підривачами. Контактні підривачі часто оснащуються сповільнювачами підриву, завдяки чому ракета вибухає після пробивання та проникнення в корпус літака. Неконтактні підривачі забезпечують підрив ракети при близькому проходженні біля цілі. Найновіший британський ПЗРК «Starstrike» використовує ракету з трьома роздільними бронебійними суббоєприпасами, які після закінчення роботи маршового двигуна ракети відокремлюються та здійснюють атаку цілі по самостійним траєкторіям.
Паралельно вдосконалюються конструкції ракет, які покликані забезпечити більш високу швидкість, маневровість і дальність польоту (покращення аеродинамічних схем ракет, вдосконалення двигунів, органів керування тощо).
У 80-х роках ХХ століття до пріоритетних цілей ПЗРК додалися штурмовики та ударні бойові гелікоптери.
Наявність ПЗРК на озброєнні партизан різко підвищувала бойову міць руху опору. ПЗРК дозволили не тільки відбивати удари ворожої авіації, а й також здійснювати наскоки на летовища, уражаючи повітряні цілі під час злету або посадки.
Водночас, через високу вартість ПЗРК та ЗКР до них такі види озброєння дуже важко здобути, також труднощі виникатимуть при налагодженні навчання стрільбі. Але в будь-якому разі кожен командант має докладати зусиль на здобуття ПЗРК як трофеїв (якщо є така можливість) та мати у складі партизанського загону вояків, навчених прийомам стрільби.